# Canta in prato
Canta in prato, RV 623, és una obra religiosa d'Antonio Vivaldi, un motet sobre un text anònim. És especialment interessant perquè és un text religiós però de caràcter pastoral, ambientat en la natura. És una obra primaveral, campestre, feliç. De vegades apareix amb el títol més llarg «Canta in prato, ride in monte» per no confondre-la amb «Canta in prato, ride in fonte», RV 636, un dels motets introductoris que precedien algunes grans obres de Vivaldi i que també tenien textos que no són litúrgics, sinó versions lliures en llatí d'autor desconegut.

## Estructura i anàlisi musical
Pertany a un grup de motets per a soprano solista, tres dels quals actualment estan en arxius, i que Vivaldi va compondre durant una de les seves estades a Roma en la dècada del 1720. Dues de les seves estades estan documentades, i foren pel carnaval de 1722-1723, i el de l'any següent. Es té coneixement d'una tercera estada també per carnaval, però no se sap de quin any. En el manuscrit, que es troba en la col·lecció Giordano de la Biblioteca Nacional de Torí (volum 32), apareix en el títol la indicació «Motetto a Canto solo el Sig. D. Antonio Vivaldi».
L'obra, en la tonalitat de la major, té una estructura en quatre moviments i amb les següents característiques musicals:
| Moviment                     | Instrumentació        | Forma     | Tempo       | Tonalitat |
| ---------------------------- | --------------------- | --------- | ----------- | --------- |
| 1. «Canta in prato»          | soprano, corda i b.c. | ària      | allegro     | la major  |
| 2. «Saeva fulgescit nobis»   | soprano i b.c.        | recitatiu | (recitatiu) | ...       |
| 3. «Avenae rusticae sinceri» | soprano, corda i b.c. | ària      | allegro     | re major  |
| 4. «Alleluia»                | soprano, corda i b.c. | ària      | allegro     | la major  |

La instrumentació és per a soprano, orquestra de corda i baix continu. La cantant que la deuria interpretar podria ser una de les principals intèrprets de les seves òperes, perquè les millors veus circulaven lliurement des de la plataforma del cor a l'escenari. Aquest alegre motet és adequat per a la festivitat de qualsevol sant (el recitatiu simplement fa la referència genèrica de "Pater Beate"). A la primera ària apareix la referència al rossinyol –que segons el model clàssic rep el nom de "Filomela"–; són uns motius melòdics ja escoltats a concerts de Vivaldi, com "Il Gardellino". La segona ària es manté dins el mateix caràcter, amb un referent a les flautes dels pastors. Vivaldi crea una música senzilla i encantadora.
No té cap moviment lent. La segona ària, «Avenae rusticae sinceri», està en compàs 2/4, i així adquireix una posició central entre les dues altres àries en compàs 3/4. Realment, venen al cap alguns moments de Les quatre estacions. Podria ser que tots aquests motets per a solista fossin pensats per a ser interpretats per la favorita i amiga de Vivaldi, la cantant Anna Giraud.

## Text
El text anònim, en llatí, és el següent:
| - Aria da capo Canta in prato, ride in monte Philomela laeta in fonte, vox respondeat exultando. Et vox illa sit amoena vox laetitiae, nec tua poena gaudia turbet deplorando. | - Recitatiu Selva [saeva] fulgescit nobis digna communi gaudio optata dies. Pater beate, gaude caelesti gloria tua, gaude sereno obsequio. Vos mortales, plaudite et exultate, et si plaudunt in coelo amoeni cori, gaudeat et omnis vivens et semper plaudendo sacro honori. | - Aria da capo Avenae rusticate, sinceri fervida amoris jubila docete nos. Vos gaudia dicite, [discite] timpana et organa, si agrestis fistula invitat vos. - Alleluia - Allegro |